# Abolition de l'État de Prusse
Le 25 février 1947, le Conseil de contrôle allié, considérant la Prusse comme le berceau du militarisme allemand, proclame, par la loi no 46, la dissolution définitive de l'État prussien.

## Contenu de la loino46portant liquidation de l'État de Prusse
L'État de Prusse, qui a été depuis les temps anciens le berceau du militarisme et de la réaction en Allemagne, a de facto cessé d'exister.

Guidé par les intérêts du maintien de la Paix et de la sécurité des peuples, et désireux d'assurer la reconstruction ultérieure de la vie politique de l'Allemagne sur une base démocratique, le Conseil de contrôle édicte ce qui suit :

### Article 1er
L'État de Prusse ainsi que son Gouvernement central et tous ses organismes sont abolis.

### Article 2
Les territoires qui faisaient partie de l'État de Prusse et qui se trouvent actuellement sous l’autorité suprême du Conseil de contrôle, recevront le statut des Länder ou seront intégrés dans des Länder.

Les prescriptions du présent article sont sujettes à telle révision ou à telles autres dispositions que l’Autorité de contrôle alliée déciderait ou qui seraient stipulées par la future constitution de l’Allemagne.

### Article 3
Les attributions gouvernementales et administratives ainsi que les avoirs et obligations de l'ancien État de Prusse seront dévolus aux Länder intéressés, sous réserve des accords qui pourraient s'avérer nécessaires et seraient conclus par l'Autorité de contrôle alliée.

### Article 4
La présente loi entrera en vigueur à compter de la date de sa signature.

Fait à Berlin, le 25 février 1947

 Marie-Pierre Kœnig, général d’armée

 Vassili Sokolovski, maréchal de l’Union soviétique

 Lucius D. Clay, lieutenant général, pour Joseph T. McNarney, général

 Beverly Robertson, lieutenant général, pour Sholto Douglas, maréchal de la Royal Air Force